# 二(氯乙基)异丙胺
二(氯乙基)异丙胺（TL-301）是一种有机化合物，化学式为C7H15Cl2N，它是氮芥类糜烂性毒剂。它可由异丙基二乙醇胺和氯化亚砜反应制得。它和3-氨基丙醇在碳酸钾存在下于乙醇中反应，可以得到4-异丙基哌嗪-1-丙醇。